# Centro Amazonense
Centro Amazonense è una mesoregione dello Stato di Amazonas in Brasile.

## Microregioni
È suddivisa in 6 microregioni:
- Coari
- Itacoatiara
- Manaus
- Parintins
- Rio Preto da Eva
- Tefé